# کامینیوکی
کامینیوکی (به لاتین: Kamieniuki) یک منطقهٔ مسکونی در بلاروس است که در منطقه بریست واقع شده‌است. کامینیوکی ۱٬۱۱۹ نفر جمعیت دارد.